# Conjunto unitário
Em matemática, um conjunto unitário, também conhecido como singleto, é um conjunto com exatamente um elemento. Por exemplo, o conjunto { nulo } é um conjunto unitário contendo o elemento nulo.
O termo também é usado para uma 1-tupla (uma sequência com um termo). 

## Propriedades
Dentro da estrutura da teoria dos conjuntos de Zermelo-Fraenkel, o axioma da regularidade garante que nenhum conjunto é um elemento de si mesmo. Isso implica que um singleto é necessariamente distinto do elemento que ele contém, portanto, 1 e {1} não são a mesma coisa, e o conjunto vazio é distinto do conjunto que contém apenas o conjunto vazio. Um conjunto como {{1, 2, 3}} é um singleto, pois contém um único elemento (que por si só é um conjunto, mas não um singleto).
Um conjunto é unitário se, e somente se, sua cardinalidade é 1 . Na definição dos números naturais que se baseia em teoria dos conjuntos e que é atribuída a von Neumann, o número 1 é definido como o singleto {0}.
Na teoria axiomática dos conjuntos, a existência de singletos é uma consequência do axioma do par: para qualquer conjunto A, o axioma aplicado a A e A afirma a existência de {A, A}, que é o mesmo que o singleto {A} (uma vez que contém A, e nenhum outro conjunto, como um elemento).
Se A for qualquer conjunto e S for qualquer singleto, então existe precisamente uma função de A para S, a função que leva cada elemento de A para o único elemento de S. Assim, todo singleto é um objeto terminal na categoria dos conjuntos.
Um conjunto unitário tem a propriedade de que toda função dele para um conjunto arbitrário é injetiva. O único conjunto não unitário com esta propriedade é o conjunto vazio.
A sequência de números inteiros formada pelos números de Bell conta o número de partições de um conjunto (OEIS: OEIS: A000110), se os singletos forem excluídos, os números serão menores (OEIS: OEIS: A000296).

## Na teoria das categorias
Estruturas construídas em singletos frequentemente servem como objetos terminais ou objetos zero de várias categorias:
- A afirmação acima mostra que os conjuntos unitários são precisamente os objetos terminais na categoria dos conjuntos, Set. Nenhum outro conjunto é terminal.
- Qualquer singleto admite uma única estrutura de espaço topológico (ambos os subconjuntos são abertos). Esses espaços topológicos singletos são objetos terminais na categoria dos espaços topológicos e funções contínuas, Top. Nenhum outro espaço é terminal nessa categoria.
- Qualquer singleto admite uma única estrutura de grupo (o elemento único servindo como elemento neutro). Esses grupos singleto são objetos zero na categoria dos grupos e homomorfismos de grupo, Grp. Nenhum outro grupo é terminal nessa categoria.

## Definição por funções indicadoras
Seja {\displaystyle S} uma classe definida por uma função indicadora
{\displaystyle b:X\to \{0,1\}.}
Então {\displaystyle S} é chamada de singleto se, e somente se, houver algum y ∈ X tal que para todo x ∈ X,
{\displaystyle b(x)=(x=y).}

## Definição emPrincipia Mathematica
A seguinte definição foi introduzida por Whitehead e Russell
{\displaystyle \iota {\text{‘}}x={\hat {y}}(y=x)\ {\textbf {Df.}}}
O símbolo {\displaystyle \iota }'{\displaystyle x} denota o singleto {\displaystyle \{x\}} e {\displaystyle {\hat {y}}(y=x)} denota a classe de objetos idênticos a {\displaystyle x}, também conhecida como{\displaystyle \{y:y=x\}}. Isso ocorre como uma definição na introdução, o que, em alguns lugares, simplifica o argumento no texto principal, onde ocorre como proposição 51.01 (p.357 ibid.). A proposição é usada posteriormente para definir o número cardinal 1 como
{\displaystyle 1={\hat {\alpha }}((\exists x)\alpha =\iota {\text{‘}}x)\ {\textbf {Df.}}}
Ou seja, 1 é a classe dos singletos. Esta é a definição 52.01 (p.363 ibid.).